# Indra MRI
El Indra MRI (Multisensor Reconnaissance Identification) es un concepto innovador entre un avión de vigilancia marítima y un UAV (en inglés de vehículo aéreo no tripulado, también conocido como Optional Piloted Vehicle-OPV). 

## Desarrollo
El MRI está concebido como un sistema flexible que puede ser usado tanto en tierra como en misiones marítimas. Está compuesto por una plataforma líder en su sector que integra un sistema completo de vigilancia, todo ello por un precio de adquisición imbatible y con un coste operativo hasta la fecha inigualable.
El sistema fue presentado en FIDAE celebrado en 2012 en la localidad de Santiago de Chile.

### Operatividad
- Combustible: Funciona tanto con AVGAS como con MOGAS.
- Puede despegar y aterrizar en pistas cortas y sin asfaltar (<500m).
- Mínima certificación para los pilotos (PPL/ME).
- Mínimo mantenimiento (TBO 2000 horas).
- Servicio de post-venta presente en todo el mundo.
- La plataforma está certificada por la normativa JAR 23.

### Concepto
- Es un avión bimotor que en caso de emergencia es capaz de volar con un solo motor.
- Es una plataforma de ala alta, esto ofrece mayor visibilidad y mayor facilidad a la hora de operar el avión.
- El sistema ofrece una visión de 360° en lo que a sensores se refiere, desmarcándose así de muchos de sus competidores.
- Mínima velocidad de pérdida; esto permite al avión operar a baja altura y a poca velocidad, fundamental en vigilancia marítima.
- Tren retráctil, lo que evita que interfiera con los sensores.

### Sistema de misión
- El sistema está basado en un conjunto de sensores de última tecnología (Radar, Cámara con visión nocturna, AIS, sistema de enlace de comunicaciones) completamente integrados y probados.
- RADAR:
  - Seaspray 5000 de Selex, es el actual radar de la Naval Air Arm of the Royal Navy del Reino Unido.
  - AESA (active electronically scanned array) eliminando así el uso de ondas-guiadas, lo que maximiza la probabilidad de interceptación (POI).
  - Multi-modos que pueden ser usados simultáneamente.
  - Modos SAR e ISAR que permiten así dar una utilidad al radar para misiones en tierra.
- El equipo Electro-Óptico es la última generación de FLIR, permite modo de visión nocturna y con una altísima resolución.
- El AIS es obligatorio para barcos de más de 3000 toneladas y nos da información de esa embarcación: destino, carga, pasajeros, matrícula, procedencia, etc.
- La aviónica del avión está perfectamente integrada con el resto de los sensores, permitiendo así una sincronización óptima con los mismos.
- Un solo operador puede gestionar todos los sensores, tanto desde dentro del avión como desde la estación de tierra.
- Un sistema de enlace de comunicaciones de gran alcance, que permite la transmisión y la recepción de datos desde la estación de tierra y viceversa.
- Toda la información que recogen los sensores es almacenada y procesada en una sola imagen para facilitar así la misión.
- El sistema es fácilmente integrable con cualquier centro de control o estación de tierra al transmitir la información por protocolo IP.

### Listas relacionadas
- Anexo:Vehículos aéreos no tripulados